# Subiasella aperta
Subiasella aperta är en kvalsterart som först beskrevs av Sandór Mahunka 1987.  Subiasella aperta ingår i släktet Subiasella och familjen Oppiidae. Inga underarter finns listade i Catalogue of Life.